# David Bartek
David Bartek (ur. 13 lutego 1988 w Pradze) – czeski piłkarz, prawy pomocnik klubu Bohemians 1905.

## Kariera klubowa
Jako junior występował w latach 1993–2006 w Bohemians 1905. Tam też podpisał w 2006 r. kontrakt. W 2009 r. trafił na krótkie wypożyczenie do SK Kladno, gdzie rozegrał 12 spotkań, strzelając jedną bramkę.